# Liste des édifices religieux de Nîmes
Cet article présente la liste des édifices religieux situés dans le territoire de la ville de Nîmes.
Note : cette liste n'est pas exhaustive.

## Catholique
- Cathédrale Notre-Dame et Saint-Castor, rue Mathieu Lacroix.  Classé MH (1906)[1].
- Église de Bethléem, avenue Pierre-Gamel.
- Église Notre-Dame-des-Enfants, rue des Bouillargues-aux-Amoureux.
- Église Notre-Dame-du-Salut, avenue Monseigneur-Claverie.
- Église Notre-Dame-du-Suffrage et Saint-Dominique, rue Bir-Hakim.  Inscrit MH (2002)[2].
- Église Sainte-Jeanne-d'Arc, rue de la Samaritaine.
- Église Sainte-Perpétue et Sainte-Félicité, boulevard de Prague. L'édifice est référencé dans la base Mérimée et à l'Inventaire général Région Occitanie[3].
- Église Saint-Baudile, place Gabriel-Péri.
- Église Saint-Césaire, rue de L'Église de Saint-Césaire.
- Église Saint-Charles, boulevard Gambetta.  Inscrit MH (2010)[4].
- Église Saint-François-de-Sales, rue Thierry.
- Église Saint-Jean-Baptiste de Courbessac, route de Courbessac.
- Église Saint-Joseph-des-Trois-Piliers, chemin Vieux-de-Sauve.
- Église Saint-Luc, rue Bonfa. L'édifice est référencé dans la base Mérimée et à l'Inventaire général Région Occitanie[5].
- Église Saint-Paul, place de la Madeleine.  Classé MH (1909)[6].
- Église Saint-Vincent-de-Paul, rue Van-Dyck.
- Église Saint-Pierre, place Léonard-de-Vinci.
- Église Saint-André, impasse Archimède (école Saint-André).

## Chapelles
- Chapelle Sainte-Madeleine et Sainte-Rita, route d'Alès de l'Eau Bouillie.
- Chapelle de l'ancien collège des Jésuites, Grand-Rue.
- Chapelle du grand séminaire.
- Chapelle Saint-Jean-Baptiste de la Salle de l'ensemble scolaire, rue Salomon-Reinach.
- Chapelle de Ma Maison, des Petites Sœurs des Pauvres, rue des Bouillargues (EHPAD ma Maison).
- Chapelle dite du prieuré de l'institut Emmanuel d'Alzon, rue Séguier.
- Chapelle du lycée Emmanuel d'Alzon, rue des Bouillargues
- Chapelle Sainte-Eugénie, rue Sainte-Eugénie.  Inscrit MH (2009)[7].
- Chapelle Sainte-Thérèse, chemin de la Planette.
- Chapelle Saint-Joseph de l'ancien Hôtel-Dieu, rue Jean-Reboul.
- Chapelle Saint-Louis, rue de la Faïence.
- Chapelle de l'hôpital des Franciscains, rue Jean-Bouin.
- Chapelle du monastère Sainte-Claire, rue de Brunswick.
- Chapelle du Sanctuaire Notre-Dame-de-Santa-Cruz, avenue du Sanctuaire-de-Santa-Cruz.
- Chapelle, avenue Clément Ader.

## Protestant/Évangélique
- Grand Temple (Église Protestante Unie de France) de Nîmes centre, place du Grand Temple[8].  Inscrit MH (1964)[9].
- Temple dit le Petit-Temple (Église Protestante Unie de France) de Nîmes centre, rue du Grand Couvent[8].  Inscrit MH (1964)[10].
- Cimetière protestant de Nîmes.
- Temple réformé, rue du Temple-de-Saint-Césaire.
- Temple réformé de l'Oratoire (Église Protestante Unie de France) de Nîmes centre, place de l'Oratoire[8].
- Temple réformé "La Fraternité" (Église Protestante Unie de France) de Nîmes Est, rue Antoine-Delon[8].
- Temple réformé, rue Ambroise Croizat.
- Temple réformé, chemin du Bachas.
- Temple réformé du Mas des Abeilles.
- Armée du Salut, boulevard Victor-Hugo.
- Armée du Salut, rue Régale.
- Assemblée chrétienne, rue de la Bienfaisance.
- Assemblée évangélique protestante, rue Séguier.
- Centre Martin Luther King - Assemblée Chrétienne de Nîmes, chemin du Saut du Lièvre[11].
- Église réformée évangélique, rue Adrien[12].
- Église réformée évangélique, rue Henri Revoil[12].
- Église protestante évangélique, rue du Fort[13].
- Église évangélique la Grâce, rue Salomon Reinach.
- Église évangélique baptiste, rue chemin de la Combe des Oiseaux[14].
- Église évangélique pentecôtiste, rue Godin.
- Église évangélique de pentecôte AdD "La Rencontre", rue Maurice Schumann[15].
- Assemblée évangélique de la grâce, ancienne route d'Avignon[16].
- Église protestante adventiste "L'EssenCiel", rue Saint-Rémy[17].
- Église néo apostolique, rue Guy de Maupassant.

## Musulman
- Mosquée Ibrahim Al Khalil, avenue Notre-Dame-de-Santa-Cruz.
- Mosquée lumière et piété, rue Jacques-Monod.
- Mosquée de la Paix, rue Puccini.
- Mosquée du chemin, rue André-Marquès.

## Israélite
- synagogue de Nîmes, rue Roussy.

## Église millinaristes
- Église de Jésus-Christ des saints des derniers jours, chemin du Mas-de-Vignolles
- Salle du royaume des témoins de Jéhovah, rue Henri-Espéradieu.
- Salle du royaume des témoins de Jéhovah, chemin du Mas-de-Cheylon.

## Orthodoxe
- Fraternité monastique, rue des Marchands.